# Triadenum walteri
Triadenum walteri är en johannesörtsväxtart som först beskrevs av Johann Georg Gmelin, och fick sitt nu gällande namn av Henry Allan Gleason. Triadenum walteri ingår i släktet Triadenum och familjen johannesörtsväxter. Inga underarter finns listade i Catalogue of Life.